# Spartan Glacier
Spartan Glacier är en glaciär i Antarktis. Den ligger i Västantarktis. Argentina, Chile och Storbritannien gör anspråk på området. Spartan Glacier ligger 262 meter över havet.
Terrängen runt Spartan Glacier är kuperad åt sydväst, men åt nordost är den platt. Terrängen runt Spartan Glacier sluttar österut. Trakten är obefolkad. Det finns inga samhällen i närheten.